# Voyelle inhérente
Une voyelle inhérente est, dans un système d'écriture de type alphasyllabaire, une voyelle qui n'est pas écrite mais associée automatiquement dans la prononciation à la notation d'une consonne. Ce procédé est typiquement suivi par les alphasyllabaires d'origine indienne (l'écriture brahmi et ses dérivés). Par exemple, en devanagari, la lettre correspondant à K se prononce Ka, à D, Da, à S, Sa, etc.
Dans ces systèmes, il faut ajouter un signe diacritique d'annulation (appelé virāma) pour que la consonne soit prononcée sans voyelle. Les voyelles non inhérentes sont notées par d'autres diacritiques venant modifier les signes de bases.